# Francesc Fullana Dalmases
Francesc Fullana Dalmases   (Sabadell, 1980) es un il·lustrador i autor de còmics. També firma amb els pseudònims; Cesc Dalmases, Cesc F. Dalmases. Com a professor ha fet classes a escoles d'art com l'Escola Joso. Ha treballat per editorials com Norma Editorial, Grupo Planeta i Éditions Dupuis. Ha fet adaptacions al còmic de les novel·les El Pont dels Jueus de Martí Gironell, Victus d'Albert Sánchez Piñol i La pirámide inmortal de Javier Sierra.

## Obra (selecció)
- El Pont dels Jueus (adaptació de Martí Gironell)
- Victus 1. Veni (Santamaría, Carles; Fullana Dalmases, Francesc. Victus 1. Veni. 1.  Norma, 2016, p. 56. ISBN 978-8467923094.)
- Victus 2. Vidi (Santamaría, Carles; Fullana Dalmases, Francesc. Victus 2. Vidi. 2.  Norma, 2017, p. 52. ISBN 978-8467929041.)
- Victus 3. Victus (Santamaría, Carles; Fullana Dalmases, Francesc. Victus 3. Victus. 3.  Norma, 2019, p. 56. ISBN 978-8467939545.)
- La pirámide inmortal (adaptació al còmic de la novel·la de Javier Sierra, 2022)